# Tocantinópolis EC
Tocantinópolis Esporte Clube – brazylijski klub piłkarski z siedzibą w mieście Tocantinópolis leżącym w stanie Tocantins.

## Osiągnięcia
- Mistrz stanu Tocantins (2): 1993, 2002

## Historia
Tocantinópolis założony został 1 stycznia 1989 roku. Występuje obecnie w pierwszej lidze stanu Tocantins (Campeonato Tocantinense).